# Unterseeboot 328
L'Unterseeboot 328 (ou U-328) est un sous-marin allemand (U-Boot) de type VII.C/41 utilisé par la Kriegsmarine (marine de guerre allemande) pendant la Seconde Guerre mondiale.

## Construction
L'U-328 est un sous-marin océanique de type VII.C/41. Construit dans les chantiers de Flender Werke AG à Lübeck, la quille du U-328 est posée le 15 avril 1943 et il est lancé le 27 mai 1944. L'U-328 entre en service 2 mois plus tard.

## Historique
Mis en service le 19 septembre 1944, l'Unterseeboot 328 passe son temps d'entraînement initial à Stettin en Pologne au sein de la 4. Unterseebootsflottille jusqu'au 1er mai 1945, puis l'U-328 rejoint son unité de combat dans la 11. Unterseebootsflottille à Bergen en Norvège.
L' Unterseeboot 328 entre tardivement au combat, une semaine avant la reddition de l'Allemagne nazie. Il n'effectue aucune mission de guerre. L' U-328 se rend aux forces Alliées le 9 mai 1945 à Bergen.
Puis il est convoyé le 30 mai 1945 à Loch Ryan en Écosse en vue de l'opération alliée de destruction massive d'U-Boote (Deadlight). L'U-328 est coulé le 30 novembre 1945 à la position géographique de 55° 50′ N, 10° 05′ O.

## Affectations successives
- 4. Unterseebootsflottille à Stettin du 19 septembre 1944 au 1er mai 1945 (entrainement)
- 11. Unterseebootsflottille à Bergen du 2 au 8 mai 1945 (service actif)

## Commandement
- Oberleutnant zur See Peter Lawrence du 19 septembre au 30 novembre 1944
- Oberleutnant zur See Hans-Ulrich Scholle du 1er décembre 1944 au 9 mai 1945

## Patrouilles
L'Unterseeboot 328 n'a pas réalisé de patrouille à cause de sa mise en service tardive, 1 semaine avant la reddition de l'Allemagne nazie.

### OpérationsWolfpack
L'U-328 n'a pas opéré avec les Wolfpacks (meute de loups) durant sa carrière opérationnelle.

## Navires coulés
L'Unterseeboot 328 n'a ni coulé, ni endommagé de navire ennemi car il ne réalise aucune patrouille à cause de sa mise en service tardive.

### Source et bibliographie
- (en) Cet article est partiellement ou en totalité issu de l’article de Wikipédia en anglais intitulé « German submarine U-328 » (voir la liste des auteurs).
- Chris Bishop, historien militaire (trad. de l'anglais par Christian Muguet), Les sous-marins de la Kriegsmarine : 1939-1945 : le guide d'identification des sous-marins [« The spellmount submarine identification guide : Kriegsmarine U-boats 1939-1945 »], Paris, Éd. de Lodi, 2008, 192 p. (ISBN 978-2-84690-327-1, OCLC 470721805, BNF 41298980)